# 芝山はにわ祭
芝山はにわ祭（しばやまはにわまつり）とは、千葉県山武郡芝山町で開催される祭である。

## 概要
成田空港問題をめぐり対立する住民を一つにするため町内有志によって企画され（公式には「古代の素晴らしさを振り返り、思い起こすべく誕生した祭」とされる）、1982年（昭和57年）10月31日に初めて開催、町内の融和に貢献した。
現在は町おこしのためのイベントとして位置づけられており、毎年11月の第2日曜日に開催されている。
祭は芝山町名物の古墳群や埴輪に因んでおり、現代に降臨した「古代人」と交流し、芝山を人に優しい、住みやすい町にすることを古代人と約束するというあらましである。祭では小中学生ら町民が古代人に扮して儀式やパレードを行い、最後に古代人が現代人へのメッセージを残し、「昇天」する。